# Eosin B
Eosin B (von altgriechisch ἠώς ēōs „Morgenröte“), generischer Name C.I. Acid Red 91, ist ein Farbstoff aus der Gruppe der Xanthenfarbstoffe und der Triphenylmethanfarbstoffe, der sich in Wasser mit gelbroter Farbe löst und eine schwachgrüne Fluoreszenz besitzt. Er kann zum Färben von Textilien und Papier verwendet werden. Neben dem Eosin B (für englisch bluish „bläulich“) ist auch das Eosin Y (für englisch yellowish „gelblich“) bekannt, welches einen breiteren Anwendungsbereich als Eosin B besitzt. Eosin Y besitzt die gleiche Grundstruktur wie Eosin B, die Nitrogruppen sind jedoch durch Bromatome ausgetauscht.
Die Struktur von Eosin B leitet sich von Fluorescein ab.

## Darstellung
Zur Synthese von Eosin B kann die Umsetzung von Eosin Y mit Salpetersäure benutzt werden. Hierbei werden zwei Bromatome durch Nitrogruppen ausgetauscht.

## Verwendung
Eosin B kann zur Hämatoxylin-Eosin-Färbung in der Histologie und klinischen Zytologie eingesetzt werden. In Präparaten erscheinen mit Eosin B gefärbtes Zytoplasma, Kollagen und Elastin rot, Erythrozyten hingegen rot-orange. Nach einer anderen Quelle werden das Zytoplasma und Interzellularsubstanzen rot-orange gefärbt.